# Listă de artiști germani
Artiști din Germania:

## A
- Tomma Abts
- Agricola de Cologne
- Heinrich Aldegrever
- Albrecht Altdorfer
- Kai Althoff
- Markus Amm
- Gerd Aretz
- Jean Arp
- Artists Anonymous
- Cosmas Damian Asam
- Egid Quirin Asam
- Isidor Ascheim
- Jim Avignon

## B
- Johannes Baader
- Barthel Beham - gravor, pictor și miniaturist german (1502-1540)
- Wilfried Behre
- Peter Behrens, arhitect și designer (1868-1940)
- Hans Bellmer
- Ella Bergmann-Michel
- Joseph Beuys
- Bärbel Bohley
- Eberhard Bosslet
- Tobias Bruns
- Philip Bußmann
- Hans Burgkmair - pictor și gravor în lemn German (1473-1531)
- Michael Buthe

## C
- Johann Joseph Christian
- Shane Cooper
- Charles Crodel

## D
- Wilm Dedeke
- Johann Melchior Dinglinger
- Dino Asemlal Duemmen
- Albrecht Dürer

## E
- Otto Eckmann
- Erwin Eisch
- Knut Ekwall
- Max Ernst

## F
- Ludwig Fahrenkrog
- Feuchtmayer
- Johann Michael Feuchtmayer the Elder
- Franz Xaver Feuchtmayer the Younger
- Franz Joseph Feuchtmayer
- Franz Xaver Feuchtmayer
- Johann Michael Feuchtmayer
- Joseph Anton Feuchtmayer
- Michael Feuchtmayer
- H. Fiehn
- Karl von Fischer
- Elsa von Freytag-Loringhoven
- Johnny Friedlaender
- Caspar David Friedrich
- David Füleki

## G
- Sigfried Giedion
- Alfred Gockel
- Mathias Goeritz
- Carl Grossberg
- Dieter Grossmann
- Matthias Grünewald
- Ignaz Günther
- Matthäus Günther

## H
- Hans Haacke
- Karl Hagedorn
- Hanns Scharff
- Lucia Maria Hardegen, gravor (n.1951)
- Alfred Harth
- Kati Heck
- Wilhelm Heine
- Amalia von Helvig (1776-1831)
- Augustin Hirschvogel
- Hannah Höch
- Heinrich Hoerle
- Hans Holbein the Elder, pictor (1460-1524)
- Carsten Höller
- Herbert Holzing
- Ottmar Hörl
- Rebecca Horn
- Heinz Hoyer, gravor (n. 1949)
- Karl Hubbuch
- JoKarl Huber
- Maria Innocentia Hummel
- Otto Hupp

## J
- Janosch
- Horst Janssen
- Wolfgang Joop

## K
- Johann Joachim Kaendler
- Wolf Kahlen
- Leo Kahn
- Johannes Kahrs (artist)
- Hanns-Christian Kaiser
- George Kenner
- Georg Friedrich Kersting
- Ludwig Kieninger
- Martin Kippenberger
- Paul Klee
- Leo von Klenze
- Erich Klossowski
- August Klotz
- Thomas Köner
- Mattias Köster
- Adam Kraft
- Gerhard von Kügelgen
- Christine Kunkler

## L
- Heinrich Leutemann
- Lore Lorentz
- Rainer Maria Latzke

## M
- August Macke
- Alfred Mahlau
- Eduard Magnus
- Franz Marc
- Master of the Housebook
- Christoph Meckel
- Johann Peter Melchior
- Adolph Menzel
- Franz Xaver Messerschmidt
- Dietmar Moews
- Manfred Mohr
- Wolfgang Müller
- Georg Mühlberg

## N
- Alfons Maria Niemitz de Castelli
- Georg Nees
- Renee Nele
- Gert Neuhaus
- Balthasar Neumann

## O
- Karl Oenike
- Méret Oppenheim

## P
- Otto Pankok
- Bruno Paul
- Otto Piene
- Friedrich Preller
- Paul Preuning

## R
- Sandra Rauch
- Alfred Rethel
- Gerhard Richter
- Hans Richter (artist)
- Tilman Riemenschneider
- Dieter Roth
- Christoph Ruckhaberle
- Odo Rumpf
- Neo Rauch

## S
- August Sander - fotograf portretist
- Silke Schatz
- Adolf Schreyer
- Thomas Schütte
- Kurt Schwitters
- Franz Wilhelm Seiwert
- Gert Sellheim
- Florian Slotawa
- Conrad von Soest
- Karin Ulrike Soika
- Virgil Solis
- Michael Sowa
- Franz Joseph Spiegler
- Birgit Stauch
- Veit Stoss
- Johann Baptist Straub
- Gunta Stölzl

## T
- Ruben Talberg
- Rosemarie Trockel

## U
- Ulay

## V
- Markus Vater
- Peter Vischer cel Bătrân

## W
- Karl Josef Weinmair
- Victor Weisz
- Ralf Winkler
- Adolf Wissel
- Herma Auguste Wittstock
- Gert Heinrich Wollheim

## Z
- Gabriel Zehender
- Adolf Ziegler
- Johann Baptist Zimmermann
- Thomas Zipp